# Tweede Kamerverkiezingen in het kiesdistrict Haarlem (1864-1888)
Tweede Kamerverkiezingen in het kiesdistrict Haarlem (1864-1888) geeft een overzicht van verkiezingen voor de Nederlandse Tweede Kamer in het kiesdistrict Haarlem in de periode 1864-1888.
Het kiesdistrict Haarlem was al ingesteld in 1848. De indeling van het kiesdistrict werd in 1864 gewijzigd door een aanpassing van de Kieswet. Tot het kiesdistrict behoorden vanaf dat moment de volgende gemeenten: Aalsmeer, Assendelft, Bennebroek, Beverwijk, Bloemendaal, Haarlem, Haarlemmerliede en Spaarnwoude, Heemstede, Koog aan de Zaan, Schoten, Spaarndam, Velsen, Westzaan, Wijk aan Zee en Duin, Wormerveer, Zaandam, Zaandijk en Zandvoort.
In 1869 werd de indeling van het kiesdistrict gewijzigd. De gemeenten Aalsmeer en Haarlemmerliede en Spaarnwoude werd toegevoegd aan het nieuw ingestelde kiesdistrict Haarlemmermeer. Tevens werden gedeelten van de kiesdistricten Alkmaar (de gemeenten Heemskerk, Krommenie en Uitgeest) en Hoorn (de gemeenten Buiksloot, Jisp, Landsmeer, Oostzaan, Wijdewormer en Wormer) toegevoegd aan het kiesdistrict Haarlem.
In 1878 werd de indeling van het kiesdistrict wederom gewijzigd. De gemeenten Bennebroek, Heemstede en Spaarndam werd toegevoegd aan het kiesdistrict Haarlemmermeer.
Het kiesdistrict Haarlem was in deze periode een meervoudig kiesdistrict: het vaardigde twee leden af naar de Tweede Kamer. Om de twee jaar trad een van de leden af; er werd dan een periodieke verkiezing gehouden voor de vrijgevallen zetel. Bij algemene verkiezingen (na ontbinding van de Tweede Kamer) bracht elke kiezer twee stemmen uit. Om in de eerste verkiezingsronde gekozen te worden moest een kandidaat minimaal de districtskiesdrempel behalen; indien nodig werd een tweede ronde gehouden.
Legenda
- cursief: in de eerste verkiezingsronde geplaatst voor de tweede ronde;
- vet: gekozen als lid van de Tweede Kamer.

## 14 juni 1864
De verkiezingen waren tussentijdse verkiezingen; zij werden gehouden vanwege de omzetting van het kiesdistrict Haarlem in een meervoudig kiesdistrict waardoor een tweede zetel beschikbaar kwam.
|                                  | 14 juni | 28 juni |
| -------------------------------- | ------- | ------- |
| Kiesgerechtigden                 | 2.395   | 2.395   |
| Opkomst                          | 1.252   | 1.529   |
| Geldige stemmen                  | 1.241   | 1.514   |
| Blanco stemmen                   | 10      | 15      |
| Kandidaten                       |         |         |
| A.S. van Nierop                  | 573     | 866     |
| G.L.J. van der Hucht             | 451     | 644     |
| J.P.J.A. van Zuylen van Nijevelt | 162     |         |

## 9 mei 1865
Joannes van Mulken, gekozen bij de verkiezingen van 10 juni 1862, trad op 23 april 1865 af vanwege zijn promotie tot luitenant-generaal. Om in de ontstane vacature te voorzien werd een tussentijdse verkiezing gehouden.
|                  | 9 mei |
| ---------------- | ----- |
| Kiesgerechtigden | 2.507 |
| Opkomst          | 1.001 |
| Geldige stemmen  | 984   |
| Blanco stemmen   | 17    |
| Kandidaten       |       |
| J.J. van Mulken  | 757   |
| J.W. van Loon    | 165   |

## 12 juni 1866
De verkiezingen waren periodieke verkiezingen; zij werden gehouden vanwege de afloop van de zittingstermijn van een gekozen lid.
|                               | 12 juni |
| ----------------------------- | ------- |
| Kiesgerechtigden              | 2.507   |
| Opkomst                       | 1.056   |
| Geldige stemmen               | 1.042   |
| Blanco stemmen                | 8       |
| Kandidaten                    |         |
| J.J. van Mulken               | 638     |
| J.G.H. van Tets van Goudriaan | 204     |
| O. van Wassenaer van Catwijck | 168     |

## 28 augustus 1866
Joannes van Mulken, gekozen bij de verkiezingen van 12 juni 1866, trad op 11 augustus 1866 af vanwege zijn benoeming als lid van de Raad van State. Om in de ontstane vacature te voorzien werd een tussentijdse verkiezing gehouden.
|                      | 28 augustus |
| -------------------- | ----------- |
| Kiesgerechtigden     | 2.507       |
| Opkomst              | 931         |
| Geldige stemmen      | 918         |
| Blanco stemmen       | 4           |
| Kandidaten           |             |
| J.H. Geertsema       | 557         |
| G.L.J. van der Hucht | 313         |

## 30 oktober 1866
De verkiezingen werden gehouden na ontbinding van de Tweede Kamer.
|                              | 30 oktober | 13 november |
| ---------------------------- | ---------- | ----------- |
| Kiesgerechtigden             | 2.507      | 2.507       |
| Opkomst                      | 1.773      | 1.951       |
| Geldige stemmen              | 3.516      | 3.794       |
| Blanco stemmen               | 16         | 102         |
| Kiesdrempel                  | 879        | 949         |
| Kandidaten                   |            |             |
| J.H. Geertsema               | 751        | 1.017       |
| G.L.J. van der Hucht         | 778        | 941         |
| A.S. van Nierop              | 698        | 928         |
| H.G. Jansen                  | 583        | 897         |
| J. Messchert van Vollenhoven | 277        |             |
| E. van Lynden                | 194        |             |
| M. Salvador                  | 166        |             |

## 22 januari 1868
De verkiezingen werden gehouden na ontbinding van de Tweede Kamer.
|                                    | 22 januari | 4 februari |
| ---------------------------------- | ---------- | ---------- |
| Kiesgerechtigden                   | 2.504      | 2.504      |
| Opkomst                            | 1.638      | 1.908      |
| Geldige stemmen                    | 3.264      | 3.810      |
| Blanco stemmen                     | 12         | 17         |
| Kiesdrempel                        | 816        | 953        |
| Kandidaten                         |            |            |
| G.L.J. van der Hucht               | 761        | 1.032      |
| J. de Bosch Kemper                 | 672        | 983        |
| J.H. Geertsema                     | 671        | 901        |
| A.S. van Nierop                    | 641        | 880        |
| J.L.C. van den Berch van Heemstede | 159        |            |
| M. Salvador                        | 157        |            |
| G. Groen van Prinsterer            | 144        |            |

## 25 februari 1868
Jeronimo de Bosch Kemper was bij de verkiezingen van 22 januari 1868 gekozen in twee kiesdistricten, Haarlem en Hoorn. Hij opteerde voor Hoorn, als gevolg waarvan in Haarlem een naverkiezing gehouden werd.
|                  | 25 februari | 10 maart |
| ---------------- | ----------- | -------- |
| Kiesgerechtigden | 2.504       | 2.504    |
| Opkomst          | 1.685       | 2.023    |
| Geldige stemmen  | 1.674       | 2.007    |
| Blanco stemmen   | 6           | 14       |
| Kiesdrempel      | 837         | 1.004    |
| Kandidaten       |             |          |
| D. Koorders      | 808         | 1.052    |
| A.S. van Nierop  | 835         | 953      |

## 16 februari 1869
Daniël Koorders, gekozen bij de verkiezingen van 25 februari 1868, overleed op 26 januari 1869. Om in de ontstane vacature te voorzien werd een tussentijdse verkiezing gehouden.
|                                | 16 februari |
| ------------------------------ | ----------- |
| Kiesgerechtigden               | 2.504       |
| Opkomst                        | 1.490       |
| Geldige stemmen                | 1.481       |
| Blanco stemmen                 | 8           |
| Kandidaten                     |             |
| C.J.F. Mirandolle              | 785         |
| W. Wintgens                    | 610         |
| C.T. van Lynden van Sandenburg | 80          |

## 8 juni 1869
De verkiezingen waren periodieke verkiezingen; zij werden gehouden vanwege de afloop van de zittingstermijn van een gekozen lid.
|                   | 8 juni |
| ----------------- | ------ |
| Kiesgerechtigden  | 2.426  |
| Opkomst           | 1.408  |
| Geldige stemmen   | 1.392  |
| Blanco stemmen    | 14     |
| Kandidaten        |        |
| C.J.F. Mirandolle | 862    |
| A. van Lennep     | 568    |

## 13 juni 1871
De verkiezingen waren periodieke verkiezingen; zij werden gehouden vanwege de afloop van de zittingstermijn van een gekozen lid.
|                      | 13 juni |
| -------------------- | ------- |
| Kiesgerechtigden     | 2.438   |
| Opkomst              | 1.619   |
| Geldige stemmen      | 1.612   |
| Blanco stemmen       | 5       |
| Kandidaten           |         |
| C. Fock              | 1.015   |
| G.L.J. van der Hucht | 510     |
| L.W.C. Keuchenius    | 75      |

## 6 juli 1871
Cornelis Fock was bij de verkiezingen van 13 juni 1871 gekozen in twee kiesdistricten, Amsterdam en Haarlem. Hij opteerde voor Amsterdam, als gevolg waarvan in Haarlem een naverkiezing gehouden werd.
|                                    | 6 juli |
| ---------------------------------- | ------ |
| Kiesgerechtigden                   | 2.438  |
| Opkomst                            | 1.446  |
| Geldige stemmen                    | 1.435  |
| Blanco stemmen                     | 9      |
| Kandidaten                         |        |
| J. Kappeyne van de Coppello        | 894    |
| W. van Goltstein                   | 483    |
| J.L.C. van den Berch van Heemstede | 42     |

## 10 juni 1873
De verkiezingen waren periodieke verkiezingen; zij werden gehouden vanwege de afloop van de zittingstermijn van een gekozen lid.
|                      | 10 juni |
| -------------------- | ------- |
| Kiesgerechtigden     | 2.538   |
| Opkomst              | 1.334   |
| Geldige stemmen      | 1.319   |
| Blanco stemmen       | 13      |
| Kandidaten           |         |
| C.J.F. Mirandolle    | 833     |
| G.L.J. van der Hucht | 380     |
| A. Brummelkamp       | 69      |

## 8 juni 1875
De verkiezingen waren periodieke verkiezingen; zij werden gehouden vanwege de afloop van de zittingstermijn van een gekozen lid.
|                             | 8 juni |
| --------------------------- | ------ |
| Kiesgerechtigden            | 2.579  |
| Opkomst                     | 1.380  |
| Geldige stemmen             | 1.358  |
| Blanco stemmen              | 15     |
| Kandidaten                  |        |
| J. Kappeyne van de Coppello | 840    |
| M.J. van Lennep             | 399    |
| C.G. von Reeken             | 96     |

## 12 juni 1877
De verkiezingen waren periodieke verkiezingen; zij werden gehouden vanwege de afloop van de zittingstermijn van een gekozen lid.
|                   | 12 juni |
| ----------------- | ------- |
| Kiesgerechtigden  | 2.739   |
| Opkomst           | 1.248   |
| Geldige stemmen   | 1.234   |
| Blanco stemmen    | 11      |
| Kandidaten        |         |
| C.J.F. Mirandolle | 939     |
| C.A.H. Barge      | 224     |
| A. Brummelkamp    | 60      |

## 27 november 1877
Jan Kappeyne van de Coppello, gekozen bij de verkiezingen van 8 juni 1875, trad op 2 november 1877 af vanwege zijn toetreding tot het kabinet-Kappeyne van de Coppello. Om in de ontstane vacature te voorzien werd een tussentijdse verkiezing gehouden.
|                  | 27 november |
| ---------------- | ----------- |
| Kiesgerechtigden | 2.739       |
| Opkomst          | 1.178       |
| Geldige stemmen  | 1.137       |
| Blanco stemmen   | 36          |
| Kandidaten       |             |
| W. de Meijier    | 785         |
| M.J. van Lennep  | 160         |
| A. Kerdijk       | 89          |

## 10 juni 1879
De verkiezingen waren periodieke verkiezingen; zij werden gehouden vanwege de afloop van de zittingstermijn van een gekozen lid.
|                   | 10 juni |
| ----------------- | ------- |
| Kiesgerechtigden  | 2.784   |
| Opkomst           | 1.262   |
| Geldige stemmen   | 1.225   |
| Blanco stemmen    | 34      |
| Kandidaten        |         |
| W. de Meijier     | 723     |
| C.G. von Reeken   | 395     |
| L.W.C. Keuchenius | 74      |

## 14 juni 1881
De verkiezingen waren periodieke verkiezingen; zij werden gehouden vanwege de afloop van de zittingstermijn van een gekozen lid.
|                   | 14 juni |
| ----------------- | ------- |
| Kiesgerechtigden  | 2.925   |
| Opkomst           | 989     |
| Geldige stemmen   | 954     |
| Blanco stemmen    | 29      |
| Kandidaten        |         |
| C.J.F. Mirandolle | 731     |
| S. van Heemstra   | 180     |

## 12 juni 1883
De verkiezingen waren periodieke verkiezingen; zij werden gehouden vanwege de afloop van de zittingstermijn van een gekozen lid.
|                    | 12 juni |
| ------------------ | ------- |
| Kiesgerechtigden   | 3.091   |
| Opkomst            | 1.362   |
| Geldige stemmen    | 1.349   |
| Blanco stemmen     | 10      |
| Kandidaten         |         |
| W. de Meijier      | 749     |
| A.H.M. van Berckel | 412     |
| S. van Houten      | 84      |
| L.W.C. Keuchenius  | 64      |

## 15 juli 1884
Charles Mirandolle, gekozen bij de verkiezingen van 14 juni 1881, overleed op 21 juni 1884. Om in de ontstane vacature te voorzien werd een tussentijdse verkiezing gehouden.
|                             | 15 juli | 29 juli |
| --------------------------- | ------- | ------- |
| Kiesgerechtigden            | 3.111   | 3.111   |
| Opkomst                     | 1.940   | 1.712   |
| Geldige stemmen             | 1.930   | 1.663   |
| Blanco stemmen              | 2       | 42      |
| Kandidaten                  |         |         |
| J. Duyvis                   | 786     | 1.023   |
| J. Kappeyne van de Coppello | 580     | 639     |
| J.A.N. Travaglino           | 504     |         |
| L. Lindeboom                | 36      |         |

## 28 oktober 1884
De verkiezingen waren algemene verkiezingen; zij werden gehouden na ontbinding van de Tweede Kamer.
|                             | 28 oktober | 11 november |
| --------------------------- | ---------- | ----------- |
| Kiesgerechtigden            | 3.111      | 3.111       |
| Opkomst                     | 2.068      | 1.731       |
| Geldige stemmen             | 4.018      | 1.699       |
| Blanco stemmen              | 108        | 25          |
| Kiesdrempel                 | 1.005      | 850         |
| Kandidaten                  |            |             |
| J. Duyvis                   | 1.218      |             |
| W. de Meijier               | 863        | 899         |
| A.J. Rethaan Macaré         | 550        | 798         |
| J.A.N. Travaglino           | 478        |             |
| M.W. van der Aa             | 428        |             |
| B.J.L. de Geer van Jutphaas | 212        |             |
| H.W. van Marle              | 199        |             |

## 15 juni 1886
De verkiezingen waren algemene verkiezingen; zij werden gehouden na ontbinding van de Tweede Kamer.
|                          | 15 juni |
| ------------------------ | ------- |
| Kiesgerechtigden         | 3.392   |
| Opkomst                  | 2.289   |
| Geldige stemmen          | 4.523   |
| Blanco stemmen           | 37      |
| Kiesdrempel              | 1.131   |
| Kandidaten               |         |
| A.J.W. Farncombe Sanders | 1.344   |
| W. de Meijier            | 1.334   |
| S. van Heemstra          | 898     |
| M.W. van der Aa          | 689     |
| D.P.D. Fabius            | 201     |

## 1 september 1887
De verkiezingen waren algemene verkiezingen; zij werden gehouden na ontbinding van de Tweede Kamer.
|                          | 1 september |
| ------------------------ | ----------- |
| Kiesgerechtigden         | 3.402       |
| Opkomst                  | 887         |
| Geldige stemmen          | 1.654       |
| Blanco stemmen           | 120         |
| Kiesdrempel              | 414         |
| Kandidaten               |             |
| W. de Meijier            | 758         |
| A.J.W. Farncombe Sanders | 721         |

## Voortzetting
Na de grondwetsherziening van 1887 werden de meervoudige kiesdistricten opgeheven; het kiesdistrict Haarlem werd derhalve omgezet in een enkelvoudig kiesdistrict. Het kiesdistrict bestond vanaf dit moment uitsluitend uit de gemeente Haarlem. De overige gemeenten werden toegevoegd aan de nieuw ingestelde kiesdistricten Beverwijk (de gemeenten Assendelft, Beverwijk, Bloemendaal, Heemskerk, Krommenie, Schoten, Uitgeest, Velsen, Westzaan, Wijk aan Zee en Duin en Zandvoort) en Zaandam (de gemeenten Buiksloot, Jisp, Koog aan de Zaan, Landsmeer, Oostzaan, Wijdewormer, Wormer, Wormerveer, Zaandam en Zaandijk).